# 아이패드 (5세대)
아이패드(영어: iPad)는 애플이 개발하고 판매하는 태블릿 컴퓨터로, 아이패드 시리즈의 5세대이다.
2017년 3월 21일 발표되었다.

## 색상
- 실버
- 스페이스 그레이
- 골드

## 같이 보기
- 아이폰 6s
- 아이폰 SE